# Marguerite d'Oingt
Marguerite d'Oingt (probablemente 1240-11 de febrero de 1310) fue una monja cartuja francesa y celebrada mística. También fue una de las escritoras más antiguas identificadas de Francia.

## Vida

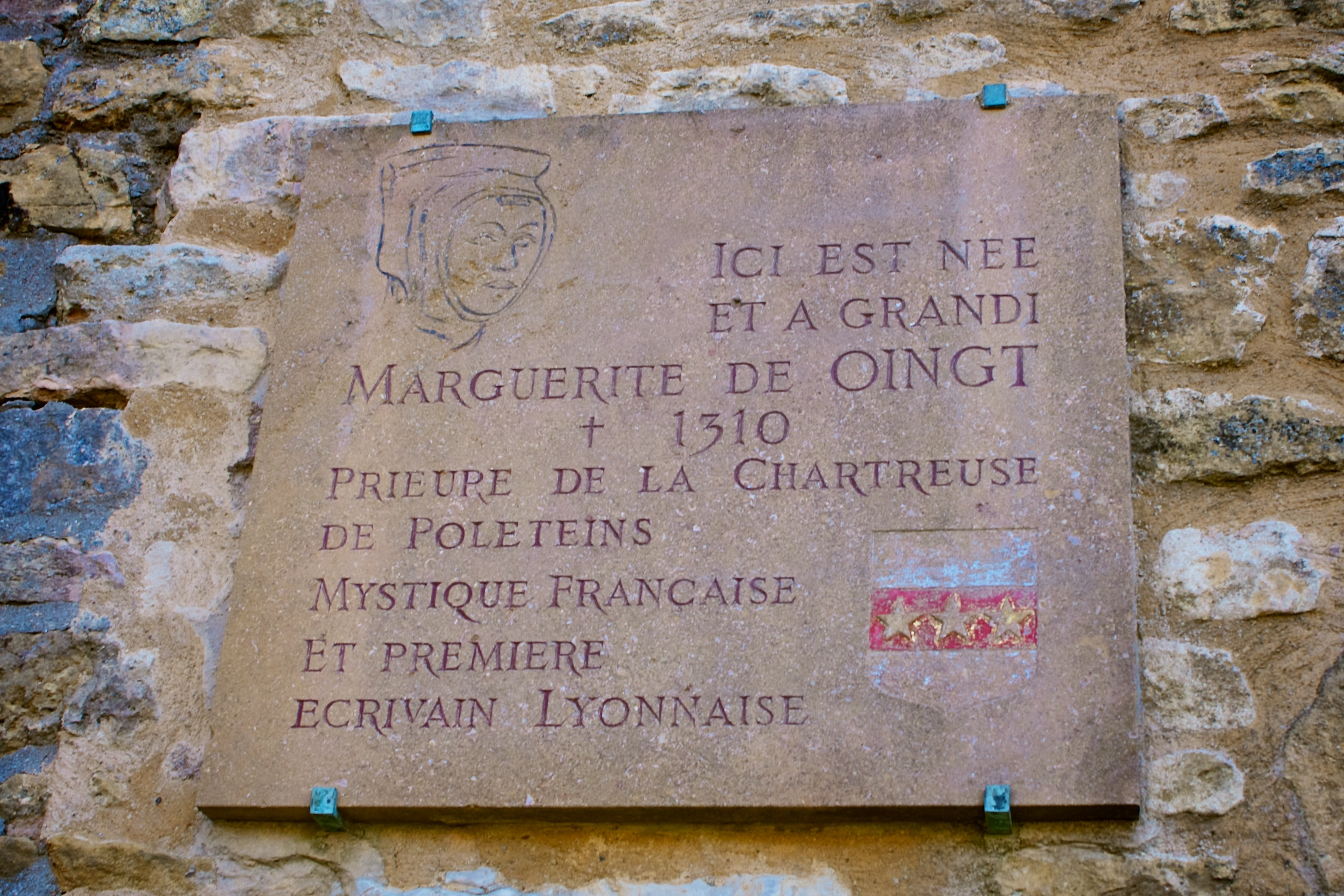
Placa conmemorativa de Marguerite d'Oingt.

Marguerite nació en la poderosa familia local de los señores de Oingt en Beaujolais, que se extinguieron en 1382 por falta de herederos varones. Se unió a la Orden de los Cartujos como monja, y en 1288 se convirtió en la cuarta priora de la Cartuja de Poletains, cerca de Mionnay en el Dombes, fundada en 1238 por Marguerite de Bâgé para monjas que deseaban vivir de acuerdo con la costumbre de los Cartujos, hasta donde era posible para las mujeres. Marguerite d'Oingt también era una mística conocida de su época, contemporánea de Felipe IV de Francia y el Papa Clemente V.

## Obras
Junto con María de Francia, Marguerite fue una de las primeras mujeres poetas de Francia de la que sobrevive cualquier registro. Solía escribir en latín, cuyo conocimiento era comparable con el de los clérigos (varones) de la época. Su primer trabajo, en latín, fue Pagina meditationum (Meditaciones) de 1286.
También escribió dos largos textos en franco-provenzal, las primeras obras supervivientes en ese idioma: Li Via seiti Biatrix, virgina de Ornaciu, la vita de la beata Beatriz de Ornacieux, también monja cartuja; y Speculum (El espejo).
El Papa Benedicto XVI estudió la espiritualidad de Marguerite y citó sus escritos en la audiencia general del 3 de noviembre de 2010.

## Traducciones
- The Writings of Margaret of Oingt, Medieval Prioress and Mystic. Traducción, introducción y notas de Renate Blumenfed-Kosinki. Newburyport, MA: Focus Information Group, Inc., 1990.